# Copa Adrián C. Escobar 1939
La Copa Adrián C. Escobar 1939 constituye la primera edición de este particular torneo relámpago, organizado por AFA.
En semifinales, Independiente derrotaría 1 a 0 a Boca Juniors con gol de Celestino Martínez y San Lorenzo a River Plate por el mismo marcador. Ambos partidos se disputaron el 8 de diciembre de 1939.
La final se jugó el mismo día pero igualaron 0 a 0 y no se sacaron diferencias ni en la cantidad de tiros de esquina, por lo que debieron desempatar más adelante.
Recién el 15 de agosto de 1940 se jugaría el desquite, Independiente, sin varios titulares importantes, formó con: Carlés; Fazio, Lecea; Franzolini, Leguizamón, Martínez; Maril, Maigán, Sánchez, Sastre y Zorrilla. El partido contó con la concurrencia del Presidente de la Nación Argentina, Dr. Roberto Ortiz.
Finalmente, Independiente se consagraría campeón al vencer por 2 a 0, obteniendo el primer título en la competición. 
Con este triunfo, Independiente lograba un récord impresionante para el fútbol argentino al ganar 7 títulos oficiales en fila: 2 campeonatos nacionales (1938 y 1939), 2 Copas Aldao, 2 Copas Ibarguren y 1 Copa Escobar.

## Sistema de disputa
Disputado a final de temporada, contaba con la particularidad de que los partidos duraban 40 minutos, distribuidos en dos tiempos de 20 minutos. En caso de empate, se disputaban dos tiempos extra de 10 minutos cada uno, y si persistía, se clasificaba aquel equipo con mayor cantidad de tiros de esquina a favor, propiciando que los mismos sean celebrados como "goles" por parte del público espectador. Los equipos participantes, podían llegar a disputar hasta dos encuentros en un mismo día.
Participaron en ella, los siete primeros equipos de la tabla de posiciones del torneo oficial de Primera División de 1939. Independiente, por ser el último campeón de la liga, entraba directamente en semifinales. El torneo se realizó en el estadio de River Plate, inaugurado hacía poco más de un año.

## Equipos
| Equipo                               | Clasificación                                       | Ciudad       |
| ------------------------------------ | --------------------------------------------------- | ------------ |
| Club Atlético Independiente          | 1° lugar del Campeonato de Primera División de 1939 | Avellaneda   |
| Club Atlético River Plate            | 2° lugar del Campeonato de Primera División de 1939 | Buenos Aires |
| Club Atlético Huracán                | 3° lugar del Campeonato de Primera División de 1939 | Buenos Aires |
| Club Atlético Newell's Old Boys      | 4° lugar del Campeonato de Primera División de 1939 | Rosario      |
| Club Atlético San Lorenzo de Almagro | 5° lugar del Campeonato de Primera División de 1939 | Buenos Aires |
| Club Atlético Boca Juniors           | 6° lugar del Campeonato de Primera División de 1939 | Buenos Aires |
| Racing Club                          | 7° lugar del Campeonato de Primera División de 1939 | Avellaneda   |

## Desarrollo
|  | Cuartos de final | Cuartos de final  | Cuartos de final |             |               | Semifinal      | Semifinal      | Semifinal      |               |                      | Final                | Final                | Final          |  |
|  | 8 de diciembre   | 8 de diciembre    | 8 de diciembre   |             |               | 8 de diciembre | 8 de diciembre | 8 de diciembre |               |                      | 8 de diciembre       | 8 de diciembre       | 8 de diciembre |  |
|  |                  |                   |                  |             |               |                |                |                |               |                      |                      |                      |                |  |
|  |                  |                   |                  |             |               |                |                |                |               |                      |                      |                      |                |  |
|  | 1                | Boca              | 2                |             |               |                |                |                |               |                      |                      |                      |                |  |
|  | 1                | Boca              | 2                |             |               |                |                |                |               |                      |                      |                      |                |  |
|  | 8                | Huracán           | 0                |             |               |                |                |                |               |                      |                      |                      |                |  |
|  | 8                | Huracán           | 0                |             | San Lorenzo   | San Lorenzo    | 1              |                |               |                      |                      |                      |                |  |
|  |                  |                   |                  |             | San Lorenzo   | San Lorenzo    | 1              |                |               |                      |                      |                      |                |  |
|  |                  |                   | River Plate      | River Plate | 0             |                |                |                |               |                      |                      |                      |                |  |
|  | 5                | River             | River Plate      | River Plate | 0             | 0 (3)          |                |                |               |                      |                      |                      |                |  |
|  | 5                | River             |                  |             |               |                |                |                |               |                      |                      |                      |                |  |
|  | 4                | Racing            | 0 (2)            |             |               |                |                |                |               |                      |                      |                      |                |  |
|  | 4                | Racing            | 0 (2)            |             |               |                |                |                |               | Independiente        | Independiente        | 0                    |                |  |
|  |                  |                   |                  |             |               |                |                |                |               | Independiente        | Independiente        | 0                    |                |  |
|  |                  |                   | San Lorenzo      | San Lorenzo | 0             |                |                |                |               |                      |                      |                      |                |  |
|  | 3                | San Lorenzo       | San Lorenzo      | San Lorenzo | 0             | 1              |                |                |               |                      |                      |                      |                |  |
|  | 3                | San Lorenzo       |                  |             |               |                |                |                |               |                      |                      |                      |                |  |
|  | 6                | Newell's Old Boys | 0                |             |               |                |                |                |               |                      |                      |                      |                |  |
|  | 6                | Newell's Old Boys | 0                |             | Independiente | Independiente  | 1              |                |               | Playoff (15/08/1940) | Playoff (15/08/1940) | Playoff (15/08/1940) |                |  |
|  |                  |                   |                  |             | Independiente | Independiente  | 1              |                |               | Playoff (15/08/1940) | Playoff (15/08/1940) | Playoff (15/08/1940) |                |  |
|  |                  |                   | Boca             | Boca        | 0             |                |                |                |               |                      |                      |                      |                |  |
|  | 7                | Bye               | Boca             | Boca        | 0             | N/D            |                |                | Independiente | Independiente        | 2                    |                      |                |  |
|  | 7                | Bye               |                  |             |               |                |                |                | Independiente | Independiente        | 2                    |                      |                |  |
|  | 2                | Independiente     | N/D              |             |               |                |                |                |               |                      | San Lorenzo          | San Lorenzo          | 0              |  |
|  | 2                | Independiente     | N/D              |             |               |                |                |                |               |                      | San Lorenzo          | San Lorenzo          | 0              |  |
|  |                  |                   |                  |             |               |                |                |                |               |                      |                      |                      |                |  |

## Final
| 15 de agosto de 1940 | Independiente          | 2:0 | San Lorenzo | Estadio Monumental, Buenos Aires                             |                                                              |
|                      | Maigán 13' · Maril 28' |     |             | Asistencia: 65.000 espectadores Árbitro(s): Humberto Dottori | Asistencia: 65.000 espectadores Árbitro(s): Humberto Dottori |

| Uniformes | Uniformes |
| --------- | --------- |
|           |           |

| Campeón Independiente 1.er título |

| Predecesor: - | V Copa Adrian C. Escobar 1939 Campeón: Independiente | Sucesor: 1941 Campeón: River Plate |